# Clockwork Angel
Clockwork Angel publicerades den 31 augusti 2010 och är skriven av Cassandra Clare och är den första boken i ungdomsboktrilogin The Infernal Devices.

## Handling
Boken utspelar sig 1878 i det viktorianska England, tio år efter att fredsavtalen mellan Shadowhunters och Downworlders (vampyrer, faeries, varulvar och warlocks) undertecknades. Tessa, en föräldralös tonårsflicka som upptäcker att hon är en skepnadskiftare med unika krafter. Men dessa nyfunna förmågor kastar henne in i en värld hon inte visste fanns och nu måste hon lära sig att behärska dem om hon vill hitta sin bror, och för att göra detta måste hon behöva skapa en allians med några Shadowhunters om hon vill överleva i denna farliga värld.
Många av Shadowhunters familjenamn som används i den första serien introduceras i denna serie. Vampyren Camille och Magnus Bane, High Warlock of Brooklyn, är en del i denna viktorianska serie. 130 år senare, är de en del av The Mortal Instruments serien.